# Bohuslav Martinů

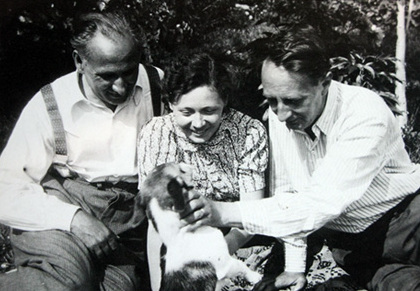
Tonsättarna Václav Kaprál, Vítězslava Kaprálová och Bohuslav Martinů.

Bohuslav Martinů (tjeckiskt uttal (fil)), född 8 december 1890 i Polička i Österrike-Ungern, död 28 augusti 1959 i Liestal nära Basel, var en tjeckisk tonsättare.

## Biografi
Martinů studerade 1922 för Josef Suk vid Pragkonservatoriet och 1923–1924 för Albert Roussel i Paris, där han också 1923 bosatte sig och bodde fram till 1940. I Paris kom han i kontakt med moderna musikströmningar, bland annat Igor Stravinskij och kompositörerna i Les Six. Från 1941 till 1946 arbetade han i USA som kompositionslärare. 1946 återvände han till en professorstjänst i komposition i Prag, för att 1948 åter emigrera till USA. Från 1957 till sin död var han bosatt i Pratteln utanför Basel i Schweiz.
Hans musik har starka influenser från fransk postimpressionism och nyklassicism.
Martinů var en produktiv kompositör och skrev nästan 400 verk. Många av dem framförs och spelas in regelbundet, bland annat körverket Gilgamesheposet, de sex symfonierna, konserterna (för cello, viola, violin, oboe och fem för piano); hans pacifistiska opera Komedi på en bro och hans kammarmusik (sju stråkkvartetter, en pianokvartett, en flöjtsonat och en klarinettsonatina).

## Kompositioner
Martinůs verk numreras enligt Halbreich-förteckningen (H).

### Orkesterverk
- H 142 – Half-Time, rondo (1924)
- H 155 – La bagarre (1927)
- H 219 – Sinfonia Concertante för två orkestrar (1932)
- H 267 – Tre ricercari (1938)
- H 271 – Dubbelkonsert för två stråkorkestrar, piano och slagverk (1938)
- H 289 – Symfoni nr 1 (1942)
- H 295 – Symfoni nr 2 (1943)
- H 296 – Memorial to Lidice (1943)
- H 299 – Symfoni nr 3 (1944)
- H 305 – Symfoni nr 4 (1945)
- H 310 – Symfoni nr 5 (1946)
- H 311 – Toccata e due canzoni (1946)
- H 328 – Sinfonietta La Jolla för piano och kamarorkester (1950)
- H 343 – Symfoni nr 6 Symfoniska fantasier (1953)
- H 352 – Les Fresques de Piero della Francesca (1954/55)
- H 367 – Parabeln (1958)

### Konserter
- H 143 – Concertino för cello, blåsare, piano och slagverk i c-moll (1924)
- H 149 – Pianokonsert nr 1 i D-dur (1925)
- H 173 – Divertimento (Concertino) för piano (vänster hand) och orkester (1926)
- H 196 – Cellokonsert nr 1 (1930, rev. 1955)
- H 207 – Konsert för stråkkvartett med orkester (1931)
- H 219 – Sinfonia concertante nr 1 för 2 orkestrar (1932)
- H 231 – Konsert för pianotrio och orkester (1933)
- H 232 – Concertino för pianotrio och stråkorkester (1933)
- H 232bis – Violinkonsert nr 1 (1932/33)
- H 237 – Pianokonsert nr 2 (1934)
- H 246 – Konsert för cembalo och liten orkester (1935)
- H 252 – Konsert för flöjt, violin och orkester i G-dur (1936)
- H 263 – Concerto grosso för kammarorkester (1937)
- H 264 – Duo concertant för 2 violiner och orkester (1937)
- H 269 – Concertino för piano och orkester (1938)
- H 271 – Dubbelkonsert för 2 stråkorkestrar, piano och pukor (1938)
- H 276 – Suite concertante för violin och orkester i D-dur (1939, rev. 1944)
- H 282 – Sinfonietta giocosa för piano och orkester (1940)
- H 283 – Sonata da camera för cello och kammarorkester (1940)
- H 285 – Concerto da camera för violin och stråkorkester med piano och slagverk (1941)
- H 292 – Konsert för 2 pianon och orkester (1943)
- H 293 – Violinkonsert nr 2 (1943)
- H 304 – Cellokonsert nr 2 (1945)
- H 316 – Pianokonsert nr 3 (1948)
- H 322 – Sinfonia concertante nr 2 för violiner, cello, oboe, fagott och orkester (1949)
- H 329 – Konsert för 2 violiner och orkester (nr 2) (1950)
- H 337 – Rapsodikonsert för viola och orkester (1952)
- H 342 – Konsert för violin, piano och orkester (1953)
- H 353 – Konsert för oboe och liten orkester (1955)
- H 358 – Pianokonsert nr 4 Incantation (1956)
- H 366 – Pianokonsert nr 5 Fantasia concertante (1958)

### Kammarmusik
- H 1 – Tři Jezdci (1902)
- H 2 – Posvícení (1907)
- H 35 – Pianokvintett (1911)
- H 103 – Stråkkvartett i ess-moll (1917), tidigare förlorad men nu rekonstruerad av Aleš Březina
- H 117 – Stråkkvartett nr 1 (1918)
- H 120 – Violinsonat i C-dur (1919)
- H 136 – Stråktrio nr 1 (1923)
- H 150 – Stråkkvartett nr 2 (1925)
- H 152 – Violinsonat i d moll (1926)
- H 157 – Duo nr 1 (Preludium – Rondo) för violin och cello (1927)
- H 164 – Stråkkvintett (1927)
- H 166 – Impromptu (1927)
- H 174 – Sextett för blåsare och piano i Ess-dur (1929)
- H174A – Scherzo för flöjt och piano (1929)
- H 182 – Violinsonat nr 1 (1929)
- H 183 – Stråkkvartett nr 3 (1929)
- H 184 – Cinq pièces brèves (1930)
- H 188B – Ariette (1930)
- H 189 – Nocturnes (1931)
- H 190 – Pastorals (1931)
- H 192 – Miniature Suite (1931)
- H 193 – Pianotrio nr 1 (1930)
- H 198 – Sonatina för 2 violiner och piano (1930)
- H 200 – Les Rondes (oboe, klarinett, fagott, trumpet, 2 violiner, piano) (1930)
- H 201 – Seven Arabesques (1931)
- H 202 – Études rythmiques (7 stycken) (1932)
- H 208 – Violinsonat nr 2 (1931)
- H 213 – Sonata för 2 violiner och piano (1932)
- H 216 – Serenad nr 2, för 2 violiner och viola (1932)
- H 217 – Serenad I (2 klarinetter, horn, 3 violiner, viola) (1932)
- H 218 – Serenad III (oboe, klarinett, 4 violiner, cello) (1932)
- H 224 – Stråksextett (2 violiner, 2 viola, 2 celli) (1932)
- H 229 – Pianokvintett nr 1 (1933)
- H 238 – Stråktrio nr 2 (1934)
- H 254 – Sonat för flöjt, violin och piano (1937)
- H 256 – Stråkkvartett nr 4 (1937)
- H 261 – Intermezzo (1937)
- H 262 – Sonatina (1937)
- H 265 – Trio för flöjt, violin och fagott (1937)
- H 266 – Fyra madrigaler för oboe, klarinett och fagott (1938)
- H 268 – Stråkkvartett nr 5 (1938)
- H 274 – Promenades för flöjt, violin och cembalo (1939)
- H 275 – Bergerettes, fem stycken för pianotrio (1939)
- H 277 – Cellosonat nr 1 (1939)
- H 286 – Cellosonat nr 2 (1941)
- H 287 – Pianokvartett (1942)
- H 290 – Variationer över ett tema av Rossini (1942)
- H 291 – Madrigal-sonat för flöjt, violin och piano (1942)
- H 298 – Pianokvintett nr 2 (1944)
- H 300 – Trio för flöjt, cello och piano (1944)
- H 301 – Fantasia för theremin (eller Ondes Martenot), oboe, stråkkvartett och piano (1944)
- H 303 – Violinsonat nr 3 (1944)
- H 306 – Flöjtsonat (1945)
- H 307 – Tjeckisk rapsodi (1945)
- H 312 – Stråkkvartett nr 6 (1946)
- H 313 – Tre madrigaler (Duett nr 1) för violin och viola (1947)
- H 314 – Stråkkvartett nr 7 Concerto da camera (1947)
- H 315 – Oboekvartett (oboe, violin, cello och piano) (1947)
- H 325 – Mazurka-nocturne för oboe, 2 violiner och cello (1949)
- H 327 – Pianotrio nr 2 i d-moll (1950)
- H 331 – Duett nr 2 för violin och viola (1950)
- H 332 – Pianotrio nr 3 i C-dur (1951)
- H 334 – Serenad för violin, viola, cello och 2 klarinetter (1951)
- H 335 – Pastoraler från Stowe för 5 blockflöjter, klarinett, 2 violiner och cello (1951)
- H 340 – Cellosonata nr 3 (1952)
- H 355 – Violasonat (1955)
- H 357 – Trumpetsonatina (1957)
- H 365 – Divertimento för 2 blockflöjter (1957)
- H 371 – Duo nr 2 för violin och cello i D-dur (1958)
- H 374 – Nonett nr 2 för blåsarkvintett, stråktrio och kontrabas (1959)
- H 376 – Musique de Chambre nr 1 för violin, viola, cello, klarinett, harpa och piano (1959)
- H 377 – Stycke för 2 celli (1959)
- H 378 – Variationer över en slovakisk folkvisa (1959)

### Operor
- H 162 – Voják a tanečnice (1926–27)
- H 169 – Les Larmes du couteau (1928)
- H 175 – Les trois souhaits eller Les vicissitudes de la vie (1928–29)
- H 194 – Le jour de bonté (1929)
- H 236 – Hry o Marii (1933–34)
- H 243 – Hlas lesa (1935)
- H 247 – Veselohra na mostě (Komedi på en bro) (1935)
- H 251 – Divadlo za bránou (1936)
- H 253 – Julietta (1938)
- H 255 – Alexandre bis (1937)
- H 336 – What Men Live By (1951–52)
- H 341 – The Marriage (1952)
- H 344 – Plainte contre inconnu (1953)
- H 346 – Mirandolina (1953–54)
- H 370 – Ariane (1958)
- H 372 – The Greek Passion (1961)

### Baletter
- H 89 – Noc (1914)
- H 93 – Tance se závoji (1914)
- H 102 – Stín (1916)
- H 112 – Koleda (1917)
- H 130 – Istar (1921)
- H 133 – Kdo je na světě nejmocnější (1923)
- H 151 – Vzpoura (1925)
- H 153 – Motýl, který dupal (1926)
- H 159 – Le Raid merveilleux (1927)
- H 161 – La Revue de Cuisine (1927)
- H 163 – On Tourne (1927)
- H 186 – Check to the King (1930)
- H 214/I – Špalíček (1931–32)
- H 214/II – Špalíček (1940)
- H 245 – Le jugement de Paris (1935)
- H 317 – The Strangler (1948)

### Vokalmusik
- H 118 – Česká Rapsodie, kantat för baryton, blandad kör, orkester och orgel (1918)
- H 214 I A – Svatební košile, ballad för sopran, tenor, bas, blandad kör och orkester (1932)
- H 232 – Dvě pisně na texty negerské poezie, för röst och piano (1932)
- H 260 – Kytice, sångcykel med folkliga texter för sopran, alt, tenor, bas, barnkör, blandad kör och liten orkester (1937)
- H 279 – Polní mše, kantat för baryton, manskör och orkester (1939)
- H 302 – Písnicky na dve stránky, för röst och piano
- H 351 – Gilgameš (Gilgamesheposet), kantat för soli, blandad kör och orkester (1955)
- H 354 – Otvírání studánek, kantat för soli, damkör och instrumentalackompanjemang (1955)
- H 360 – Legenda z dýmu bramborové nati, kantat för soli, blandad kör och instrumentalackompanjemang (1956)
- H 364 – Romance z pampelišek, kantat för blandad kör a cappella och sopransolo (1957)

## Eftermäle
Asteroiden 3081 Martinůboh är uppkallad efter honom.